# 프셰미실군

포트카르파츠키에주 지도에 표시된 프셰미실군의 위치

프셰미실군(폴란드어: powiat przemyski)은 폴란드 포트카르파츠키에주에 위치한 군으로 면적은 1,213.73km2, 인구는 74,234명(2019년 기준), 인구 밀도는 61명/km2이다. 군청 소재지는 프셰미실이지만 프셰미실군에 속하지 않고 별도의 도시군으로 존재한다.
남쪽으로는 비에슈차디군, 남서쪽으로는 레스코군, 서쪽으로는 사노크군, 브조주프군, 제슈프군, 북쪽으로는 프셰보르스크군, 야로스와프군과 접하며 동쪽으로는 우크라이나와 국경을 접한다. 10개 지방 자치체(1개 도시형 농촌, 9개 농촌)를 관할한다.

군기
군 문장